# Mesosemia asa
Mesosemia asa is een vlindersoort uit de familie van de prachtvlinders (Riodinidae), onderfamilie Riodininae.
Mesosemia asa werd in 1869 beschreven door Hewitson.